# Zběšičky
Zběšičky település Csehországban, Píseki járásban. Zběšičky Sepekov, Bernartice és Opařany településekkel határos. Lakosainak száma 163 fő (2024. január 1.).

## Népesség
A település lakosságának változását az alábbi diagram mutatja:
| Lakosok száma | 463  | 411  | 381  | 238  | 113  | 136  | 145  | 151  | 160  | 163  |
|               | 1869 | 1890 | 1921 | 1950 | 1980 | 2001 | 2017 | 2019 | 2022 | 2024 |